# Alice och jag
Alice och jag är en svensk dokumentärfilm från 2006 i regi av Rebecka Rasmusson.
Filmen skildrar underhållaren Alice Timander och premiärvisades den 27 oktober 2006 på flertalet biografer runt om i Sverige. Den gavs ut på DVD 2007 och ett par månader innan hennes död visades den av Sveriges Television. Filmen nominerades till Guldbagge 2007 för bästa dokumentärfilm.